# Johann Schaeuble
Johann Joseph Eugen Schaeuble (* 25. September 1904 in Kuppenheim; † 26. November 1968 in Kiel) war ein deutscher Anthropologe, Erbbiologe bzw. Rassenbiologe und Hochschullehrer.

## Leben
Johann Schaeuble beendete seine Schullaufbahn am humanistischen Gymnasium in Rastatt. Anschließend absolvierte er ein Studium der Medizin und Anthropologie an den Universitäten Heidelberg, Zürich, Kiel, Freiburg und Berlin. Er wechselte schließlich zu seinem Lehrer Eugen Fischer an das Kaiser-Wilhelm-Instituts für Anthropologie, menschliche Erblehre und Eugenik und bereitete dort nach Studienabschluss 1931/32 als Doktorand seine Dissertation vor. 1933 wurde er bei Fischer zum Doktor der Philosophie promoviert und Dozent für Rassenlehre bei der SA. Von 1934 bis 1936 war er weiterhin am KWI für Anthropologie als Hilfsassistent tätig. Von November 1934 bis September 1935 folgte ein mehrmonatiger Forschungsaufenthalt im Araukanergebiet im südlichen Chile, wo er an Einwohnern anthropologische Untersuchungen vornahm. 1936 wurde er Assistent am Psychotechnischen Laboratorium der Wehrmacht.
Im Zuge der Machtübergabe an die Nationalsozialisten trat er 1933 der SA bei und wurde in dieser NS-Organisation Dozent für Rassenlehre. Der NSDAP trat er 1937 bei. Seit 1937 war Schaeuble mit Ursula, geborene May, verheiratet. Das Paar bekam zwei Töchter und einen Sohn.

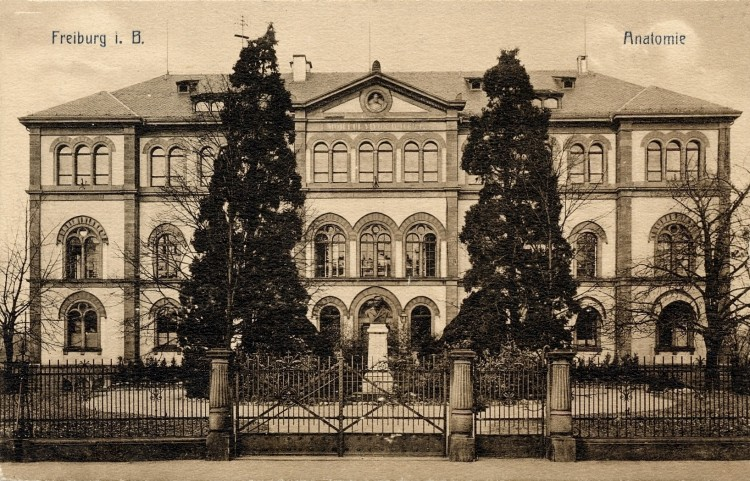
Das 1867 gebaute, 1944 zerstörte Gebäude des Anatomischen Instituts der Universität Freiburg, um 1910.

Anfang April 1937 wechselte Schaeuble an die Universität Freiburg im Breisgau, wo er als Assistent am Anatomischen Institut tätig war und einen Lehrauftrag für Anthropologie hatte. 1939 habilitierte er sich an der Universität Freiburg im Breisgau und wirkte dort ab 1940 als Dozent und Leiter der erb- und rassenbiologischen Abteilung des Anatomischen Instituts. Des Weiteren wurde er 1940 zum Dr. med. promoviert. Im Dezember 1942 wurde er Mitarbeiter bei der Forschungsgemeinschaft Deutsches Ahnenerbe e. V. Zudem fungierte er als staatlich anerkannter Rassengutachter. Eine 1944 von Karl Brandt gewünschte Besetzung des Lehrstuhls für Rassenhygiene an der Albertus-Universität Königsberg mit Schaeuble kam nicht zustande.
Nach Kriegsende schied Schaeuble auf Weisung der französischen Militäradministration Ende September 1945 wegen seiner Mitgliedschaft in NS-Organisationen aus dem Hochschuldienst aus. Gegen seine im Rahmen der Entnazifizierung vorgenommene Einstufung als Mitläufer nach einem Spruchkammerverfahren wurde durch die Militärregierung Einspruch erhoben, die Spruchkammer hielt ihr Urteil dennoch aufrecht. Bis Anfang 1951 war er mit einem Lehrverbot belegt, durfte jedoch ab April 1946 Vaterschaftsgutachten vornehmen.
Danach war er zunächst 1951 als Dozent, dann ab 1952 als außerplanmäßiger Professor und 1956 als außerordentlicher Professor und schließlich von 1957 bis zu seinem Tod als ordentlicher Professor für Anthropologie sowie als Direktor des Instituts für Anthropologie an der Universität Kiel tätig. Ab 1957 gab er die Zeitschrift für Morphologie und Anthropologie heraus.
Schaeubles Forschungsschwerpunkt lag auf Untersuchungen zu „Einflüssen von Erbfaktoren auf die Umwelt, mit der Rassengeschichte der Hethiter und populationsgenetischen Fragen in Verbindung mit serologischen Merkmalen“.

## Schriften
- Die Entstehung der palmaren digitalen Triradien. Ein Beitrag zur Entwicklungsgeschichte der Hautleistenzüge der distalen Palma. In: Zeitschrift für Morphologie und Anthropologie. Band 31, 1933, Heft 3 (zugleich Philosophische Dissertation an der Universität Berlin).
- Wachstumsstudien an Mischlingskindern aus Concepción (Südchile). Lengerich (Westf.) 1940 (zugleich Medizinische Dissertation an der Universität Freiburg i. B.)
- Eine rassenbiologische Vergleichsuntersuchungen an Schwarzwäldern aus Hotzenwald und rumänischem Banat. Albert, Freiburg i. B. 1941 (zugleich Naturwissenschaftich-mathematische Habilitationsschrift an der Universität Freiburg i. B., 1939).
- Zur geographischen und sozialen Verteilung einiger anthropologischer Körpermerkmale in Freiburg (Breisgau) und Umkreis. In: Zeitschrift für Morphologie und Anthropologie. Band 46, 1954, Heft 1, S. 57–103.